# ناحیه‌اش گروو، شهرستان ایروکوی، ایلینوی
ناحیه اش گروو (به انگلیسی: Ash Grove Township) یک منطقهٔ مسکونی در ایالات متحده آمریکا است که در شهرستان ایروکوی، ایلینوی واقع شده‌است. ناحیه اش گروو ۲۰۴ متر بالاتر از سطح دریا واقع شده‌است.